# Luis Angulo
Luís Humberto Angulo (* 10. März 2004) ist ein peruanischer Leichtathlet, der sich auf Sprint spezialisiert hat.

## Sportliche Laufbahn
Erste internationale Erfahrungen sammelte Luís Angulo im Jahr 2021, als er bei den U20-Südamerikameisterschaften in Lima in 10,92 s den siebten Platz im 100-Meter-Lauf belegte und mit der peruanischen 4-mal-100-Meter-Staffel in 42,02 s auf Rang sechs gelangte. Anschließend wurde er bei den U18-Südamerikameisterschaften in Encarnación in 10,95 s Vierter über 100 Meter und kam im 200-Meter-Lauf im Finale nicht ins Ziel. Zudem gewann er dort in 41,78 s die Bronzemedaille im Staffelbewerb. Im Jahr darauf schied er bei den Hallensüdamerikameisterschaften in Cochabamba mit 6,98 s in der Vorrunde im 60-Meter-Lauf aus. Im August verpasste er bei den U20-Weltmeisterschaften in Cali mit 40,96 s den Finaleinzug in der 4-mal-100-Meter-Staffel und im September belegte er bei den U23-Südamerikameisterschaften in Cascavel in 10,56 s den sechsten Platz über 100 Meter und wurde mit der Staffel in 40,73 s Sechster. Kurz darauf schied er bei den Südamerikaspielen in Asunción mit 10,61 s im Vorlauf über 100 Meter aus. 2024 gelangte er bei den Hallensüdamerikameisterschaften in Cochabamba mit 7,09 s auf den achten Platz über 60 Meter. Im Mai belegte er bei den Ibero-Amerikanischen Meisterschaften in Cuiabá in 40,10 s den sechsten Platz in der 4-mal-100-Meter-Staffel. Im Jahr darauf schied er bei den Südamerikameisterschaften in Mar del Plata mit 10,76 s in der Vorrunde über 100 Meter aus und kam mit der Staffel im Vorlauf nicht ins Ziel.
2022 wurde Angulo peruanischer Meister im 100- und 200-Meter-Lauf sowie 2023 erneut über 200 Meter.

## Persönliche Bestleistungen
- 100 Meter: 10,56 s (+0,5 m/s), 29. September 2022 in Cascavel
  - 60 Meter (Halle): 6,98 s, 19. Februar 2022 in Cochabamba
- 200 Meter: 21,96 s (+1,1 m/s), 11. Juni 2022 in Arequipa